# Broken China
Broken China es un álbum de rock progresivo del teclista de Pink Floyd, Richard Wright. Trata sobre la batalla de su esposa contra la depresión, y es muy parecido a los clásicos álbumes conceptuales de Pink Floyd tanto en la estructura como en la atmósfera.
La irlandesa Sinéad O'Connor pone la voz principal en las canciones "Reaching for the Rail" y "Breakthrough". 
El álbum fue grabado en el estudio que Wright poseía en Francia.
En el DVD David Gilmour in Concert, Wright aparece interpretando el tema "Breakthrough" junto a David Gilmour y su banda. 
El diseño completo del álbum corre a cargo de Storm Thorgerson, con el mismo estilo propio que marcó álbumes anteriores de Pink Floyd como "Ummagumma", "Atom Heart Mother", "The Dark Side of the Moon" o "Animals".

## Lista de canciones
1. "Breaking Water" (Wright/Anthony Moore) – 2:28
2. "Night of a Thousand Furry Toys" (Wright/Moore) – 4:22
3. "Hidden Fear" (Wright/Gerry Gordon) – 3:28
4. "Runaway" (Moore) – 4:00
5. "Unfair Ground" (Wright) – 2:21
6. "Satellite" (Wright) – 4:06
7. "Woman of Custom" (Moore) – 3:44
8. "Interlude" (Wright) – 1:16
9. "Black Cloud" (Wright) – 3:19
10. "Far from the Harbour Wall" (Wright/Moore) – 6:19
11. "Drowning" (Wright) – 1:38
12. "Reaching for the Rail" (Wright/Moore) – 6:30
13. "Blue Room in Venice" (Wright/Gordon) – 2:47
14. "Sweet July" (Wright) – 4:13
15. "Along the Shoreline" (Wright/Moore) – 4:36
16. "Breakthrough" (Wright/Moore) – 4:19

## Personal
- Rick Wright – Teclados, piano, programación, sintetizador, voz
- Sinéad O'Connor – voz
- Tim Renwick – Guitarra
- Dominic Miller – Guitarra
- Steven Bolton – Guitarra
- Pino Palladino – Bajo
- Manu Katché – batería, percusión
- Sian Bell – Chelo
- Kate St. John – Oboe, trompa inglesa (Corno inglés)
- Maz Palladino – segunda voz
- Jason Reddy - programación
- Anthony Moore – Arreglos